# 逆転裁判 (映画)
『逆転裁判』（英：Ace Attorney）は2012年2月11日に東宝系で公開された同名ゲームを原作とした日本映画。監督は三池崇史、主演は成宮寛貴。
全国275スクリーンで公開され、2012年2月11、12日の初日2日間で興行収入1億1,795万6,400円、動員8万5,382人になり、映画観客動員ランキング（興行通信社調べ）で初登場第5位となった。
本作はニューヨーク・アジアン映画祭2012で観客賞、ファンタジア国際映画祭2012のアジア部門でオーディエンスアワードを受賞した。

## 設定
ストーリーは、映画オリジナルの導入アバンとして原作『逆転裁判』の第4話「DL6号事件」での綾里家における降霊の場面を据えた上で、本編においては原作の第1話「はじめての逆転」の法廷パート後半を導入とし、第2話「逆転姉妹」および第4話「逆転、そしてサヨナラ」をメインストーリー軸の基として再構成している。また使用されなかったストーリーや未登場キャラクターは一部シーンへの流用や登場キャラクターがそれを匂わす行動をとるなど、いわゆる「小ネタ」的な使われ方をしている。
基本的にシリアスなシナリオだが、原作同様ギャグシーンや漫才風の掛け合いも含まれており、人物のボケについて法廷内の人物が大きな音を立ててずっこけるなど一部ギャグシーンは強調されている。なおDL6号事件に関してはゲームと異なり、事件の発生した年が1997年に、事件現場が裁判所の証拠品倉庫に変更されている。DVDのオーディオコメンタリーで原作者の巧舟は「エレベーターで窒息するはずがない」と指摘され、映画版では内容を変更したと述べている。
小法廷は現実のものとほぼ同じ質素な作りで、大法廷は傍聴席が証言台の背後に用意され、被告席も弁護人席の近くにあるなど現実の法廷に近い構造になっているが、装飾はゲーム版同様、豪華でさらに証拠品などのデータを表示・分析する立体映像装置が天井からせり出してくる。劇中ではその映像を成歩堂が証人に投げつけたり（当然映像なのですり抜け、証人を少し通り過ぎた位置で止まる）、投げつけられた映像を検事が手をかざして止めたりするなど、バトル漫画や特撮ドラマの戦闘描写のような演出がされている。15年前の法廷もわずかに登場するが、こちらはブラウン管のディスプレイが天井から現れ、立体映像装置は出てこない。

## 映画あらすじ
20XX年。凶悪犯罪の増加に対応するため、日本政府は新たな司法システム『序審裁判』を導入した。これは、弁護士と検事の公開法廷における直接対決で、証拠と証拠をぶつけあいながら、3日以内に被告人の有罪・無罪のみを先行決定する制度である。
成歩堂龍一は25歳の新米弁護士。ある日、綾里法律事務所の所長で成歩堂の良き理解者でもあった上司の弁護士・綾里千尋が、「長年追いかけてきたある事件の新たな証拠を見つけた」というメッセージを残すが、その後千尋は殺害された。容疑者として逮捕されたのは、千尋の妹で見習い霊媒師の綾里真宵だった。彼女の弁護を引き受けた成歩堂は、無実を証明するため、かつての幼馴染でもあるエリート検事・御剣怜侍と対決し、見事無罪を勝ち取った。
その法廷の後、成歩堂の元に御剣が殺人容疑で逮捕されたという知らせが入る。成歩堂は御剣に弁護を名乗り出るが、御剣を起訴したのは彼の師匠で40年間無敗の経歴を誇る伝説の検事・狩魔豪だった。そして審理を重ねていくうちに、生前の千尋が調べていた15年前に地方裁判所で起きた「DL6号事件」が今回の殺人事件と深く関係していることを知る。

## キャスト
成歩堂 龍一（なるほどう りゅういち）
演 - 成宮寛貴（小学生時代：澁谷武尊）
新米弁護士。正義を信じる優しい情熱家。
千尋が殺害された事件では真宵の弁護を、生倉弁護士殺人事件では幼馴染の御剣の弁護を引き受ける。
御剣 怜侍（みつるぎ れいじ）
演 - 斎藤工（小学生時代：林遼威）
成歩堂のライバルの天才検事。成歩堂と矢張の幼馴染。生倉弁護士殺人事件の容疑者として逮捕される。
綾里真宵（あやさと まよい）
演 - 桐谷美玲（幼少期：西口莉乙加）
霊媒師の卵で、千尋の妹。成歩堂の助手となる。
矢張 政志（やはり まさし）
演 - 中尾明慶（小学生時代：津波古太輝）
成歩堂と御剣の幼馴染のダメ男。成歩堂の最初の依頼人。本作品では彼の作ったお手製の金属探知機が、物語で重要な役目を果たすことになる。
糸鋸 圭介（いとのこぎり けいすけ）
演 - 大東駿介
御剣に絶対の信頼を寄せる所轄署の刑事。語尾に「ッス!」を付ける。
大法廷・裁判長
演 - 柄本明
ベテランの裁判官。
綾里 千尋（あやさと ちひろ）
演 - 檀れい（少女期：浜辺美波）
成歩堂の上司の弁護士。真宵の姉。ある事件の証拠を手に入れ裁判を起こそうとしていた矢先、事務所で何者かによって殺害される。
大沢木 ナツミ（おおさわぎ ナツミ）
演 - 谷村美月
事件の目撃者であるカメラマン。関西弁で話す。
御剣 信（みつるぎ しん）
演 - 平岳大
15年前のDL6号事件で射殺された被害者。職業は弁護士で、かつて法廷で狩魔と対峙した過去を持つ。怜侍の父親。
生倉 雪夫（なまくら ゆきお）
演 - 篠井英介
DL6号事件の被告人の弁護士。ひょうたん湖で殺害される。
小中 大（こなか まさる）
演 - 鮎川誠
フリーの雑誌記者で、千尋が殺害された事件の目撃者。興奮すると博多弁となり拡声器を持ち込み、ハウリングを起こすほどの大声で絶叫する。後に何者かに毒殺される。
綾里 舞子（あやさと まいこ）
演 - 余貴美子
霊媒師。真宵と千尋の母親。警察に依頼されたDL6号事件の犯人探しの霊媒に失敗し、2人を置いて失踪する。
狩魔 豪（かるま ごう）
演 - 石橋凌
40年間無敗の経歴を持つ伝説の検事で、御剣の上司。
灰根 高太郎（はいね こうたろう）
演 - 小日向文世
DL6号事件の被告人で元法廷係官。
灰根 サユリ（はいね サユリ）
演 - 中村優子
灰根の妻で、旧姓は松下。DL6号事件が起きた後、世間からの痛烈なバッシングに耐え切れず、自殺してしまう。
亜内 武文（あうち たけふみ）
演 - 村杉蝉之介
成歩堂が初法廷で対峙した検事。
山野 星雄（やまの ほしお）
演 - 斎藤歩
成歩堂の初法廷での証人。
姫神 サクラ（ひめがみ サクラ）
演 - 蜷川みほ
トノサマン裁判で証言台に立つ。本作品では被告人。
井外（いがい）
演 - 本村健太郎
トノサマン裁判で御剣と対決した弁護士。原作には登場しない、オリジナルキャラクター。
王都楼 真悟（おうとろう しんご）
演 - 阿部祐二
忍者ナンジャ裁判で証言台に立つ。
サユリさん
演 - キバちゃん
灰根のペットのオウム。「DL6号事件を忘れるな」という意味深な言葉を話す。
その他
波岡一喜、山口幸晴、本村力、窪田弘和、森永卓郎、オオヌキタクト、森圭介、辻岡義堂、五十嵐竜馬、川田裕美、吉田奈央、林マオ

## 制作
2011年5月10日から6月下旬まで撮影が行われた。東映京都撮影所には大法廷のセットが建てられ、CG、VFXがふんだんに使われている。
主演の成宮はゲームのように、プレイヤーが主人公の成歩堂になる主観で裁判に挑んでいくことを想定していたが、監督の三池は極力主人公の感情を抑える形で撮影を進めていった。これに関して成宮は三池との考えの相違に驚くものの、主人公を客観視することで作品のスピード感を増すのがねらいであろうと、三池の意図を理解した。成宮は証人として登場するオウムとのやり取りにおいては台本にはないアドリブも多数あることを語っている。劇中においてキャラクターの衣装や髪型は翻案元であるゲームを踏襲しているが、これに関して成宮は、コスプレであることに当初は慣れず、芝居の上でも違和感があり、慣れるために鏡を見ていたと語っている。また成歩堂に関して成宮はヒーローではないが、あきらめない気持ちをもち、一生懸命にやることで人を助け、守ることができる人物と評し、法廷という子供には近づきがたい舞台ではあるが、子供に楽しめる映画であると述べている。
監督の三池は本作に関してのインタビューで、これまで携わってきた作品同様に、原作者やプロデューサー、スタッフと対立せずに彼らが求めるものを満たす作品作りをしたと語っている。
本作の公式サイトではテーマに沿ってユーザーから投稿された出来事をネット上で審議し合うキャンペーンが行われた。
2012年1月16日には完成披露イベントが行われ、ロッテルダム国際映画祭への出品が決まっていたことに関して三池は「ヨーロッパでは今年一番最初に開催される映画祭なので嬉しい」とコメントした。その他、ハワイ国際映画祭、イスタンブールインディペンデント映画祭にも出品された。
2月11日にTOHOシネマズ六本木で行われた初日舞台挨拶では各演者がキャラクターの衣装や髪型についてコメントし観客の笑いを誘っていた。

### スタッフ
- 監督：三池崇史
- 脚本：飯田武、大口幸子
- 音楽：遠藤浩二
- 製作指揮：宮崎洋
- 製作：菅沼直樹、市川南、徳丸敏弘、奥野敏聡、阿佐美弘恭、弘中謙、平井文宏、北川直樹
- エグゼクティブプロデューサー：奥田誠治
- プロデューサー：東山将之、畠山直人、坂美佐子、前田茂司
- ラインプロデューサー：今井朝幸、小松俊喜
- キャスティングプロデューサー：伊東雅子
- 撮影：岡雅一
- 照明：東田勇児
- 録音：中村淳
- 美術：林田裕至
- 装飾：坂本朗
- 編集：山下健治
- 音響効果：柴崎憲治
- 助監督：渡辺武
- 制作担当：堀岡健太
- 衣装デザイン：松本智恵子
- ヘアメイクディレクション：冨沢ノボル
- CGIディレクター：太田垣香織
- 美術プロデューサー：竹村寧人
- 配給：東宝[19]
- 制作プロダクション：OLM
- 制作協力：楽映舎
- 撮影協力：東映京都撮影所
- 企画・製作幹事：NTV[19]
- 製作：「逆転裁判」製作委員会（NTV、東宝、CAPCOM、OLM、D.N.ドリームパートナーズ、ytv、VAP、ソニー・ミュージックエンタテインメント、STV、MMT、SDT、CTV、HTV、FBS）

## 主題歌
- ポルノグラフィティ[20]「2012Spark」（作詞：新藤晴一、作曲：岡野昭仁、編曲：tasuku・Porno Graffitti、ストリングスアレンジ：tasuku・門脇大輔、レーベル：SME Records）
  - 本作のための書き下ろし楽曲であり、新藤は「映画で描かれるスリリングさを込めた世界観」、岡野は「緊迫感のある、心に突き刺さるような楽曲」であると語っている[21]。

## ロケ地
- 滋賀県
  - 近江鉄道高宮駅 - 劇中は「戸亜留（とある）駅」と変更されている。
  - 豊郷小学校旧校舎群 - 裁判所の小法廷として使われた。
  - 滋賀県庁 - 地下通路が撮影で使われた。
- 京都府
  - 東映京都撮影所
  - 京都市宝が池公園 - ひょうたん湖として撮影された。
  - 京都府庁旧本館
  - 京都市役所
  - 元・京都市立梅逕中学校
  - 近鉄桃山御陵前駅
- 大阪府
  - 旧・大阪市立博物館
  - 大阪市中央公会堂
  - 鶴橋商店街

## 評価
映画批評家の前田有一は現実世界の裁判における、第3者から見た難解さや退屈さ、長大さに対して、現実とのバランスも考えながら制作しなければいけない点が監督の頭を悩ませると前置きしたうえで、本作はゲーム同様に3日間で結審までもっていくスピーディーさのために証人捜しや証拠集めなどの説明を省いた点は裁判を見慣れない人にもわかりやすいとし、弁護士と検事のバトルに特化した裁判は楽しく、滑稽な場面でもつい見入ってしまうと評している。また本格的な裁判映画を求める人には向かないが、三池作品にみられる笑いと見応えのバランスも保たれていると評している。

## 関連商品
2012年2月8日にサウンドトラックが発売された。
2012年8月22日にBlu-rayとDVDで2枚組で発売された。発売・販売元はバップ。
- ディスク1：本編ディスク
  - 音声特典
    - オーディオコメンタリー（監督：三池崇史×ゲーム「逆転裁判」シリーズ監督：巧舟）
- ディスク2：特典DVD
  - メイキング・オブ・逆転裁判
  - 映画「逆転裁判」イベント映像集
  - 特報・劇場予告編・TVスポット集
  - ゲーム「逆転裁判」シリーズ監督 巧舟撮り下ろしインタビュー
  - ゲーム「逆転裁判」シリーズプロモーション映像集
- 封入特典
  - オリジナルブックレット（24P）

## 映画ノベライズ
小学館文庫で2012年1月12日初版発行。著者は大石直紀。
映画版の脚本を基に構成されているが、一部シーンやセリフが変更されている。